# ببرماهی
بَبرماهی (نام علمی: Datnioides) نام یک سرده از راسته سوف‌ماهی‌سانان است.